# Bencze László (fotóművész)
Bencze László (1949. április 8.  – 2014. szeptember 12.) Nívódíjas fotóművész

## Életrajzi adatok
Az 1980-as évek elején vált ismert és elismert alkotóvá. A Variációk egy mozdulatra című sorozatát a Magyar Fotóművészek Szövetsége nívódíjjal ismerte el 1982-ben. Mint lelkes lokálpatrióta, elsősorban Dorog és annak vonzáskörzetét fotózta és onnan is merített újabb ihleteket egy-egy sorozatához. A város kulturális és sportrendezvényein is aktívan fotózott. Képeinek is köszönhetően gazdag dokumentumértékű tárlat fűződik a nevéhez. A művészeti véna mellett lelkes sportbarát és a dorogi labdarúgócsapat oszlopos szurkolója volt. Gyakorlatilag minden mérkőzésen személyesen foglalt helyet a lelátókon, de előszeretettel látogatta a csapat edzéseit is. Támogatta az ifjú művésztehetségeket, Dorogon fotószakkört is vezetett. Tagja volt az esztergomi ART fotóstúdiónak. Élete legutolsó kiállítására közvetlenül halála előtt került sor szülővárosában, Bányásznapon. Egész életében Dorogon lakott.